# Порта-Маджоре
Порта Маджоре, Велика брама (італ. Porta Maggiore) — міська брама у мурі Авреліана в Римі.

## Історія

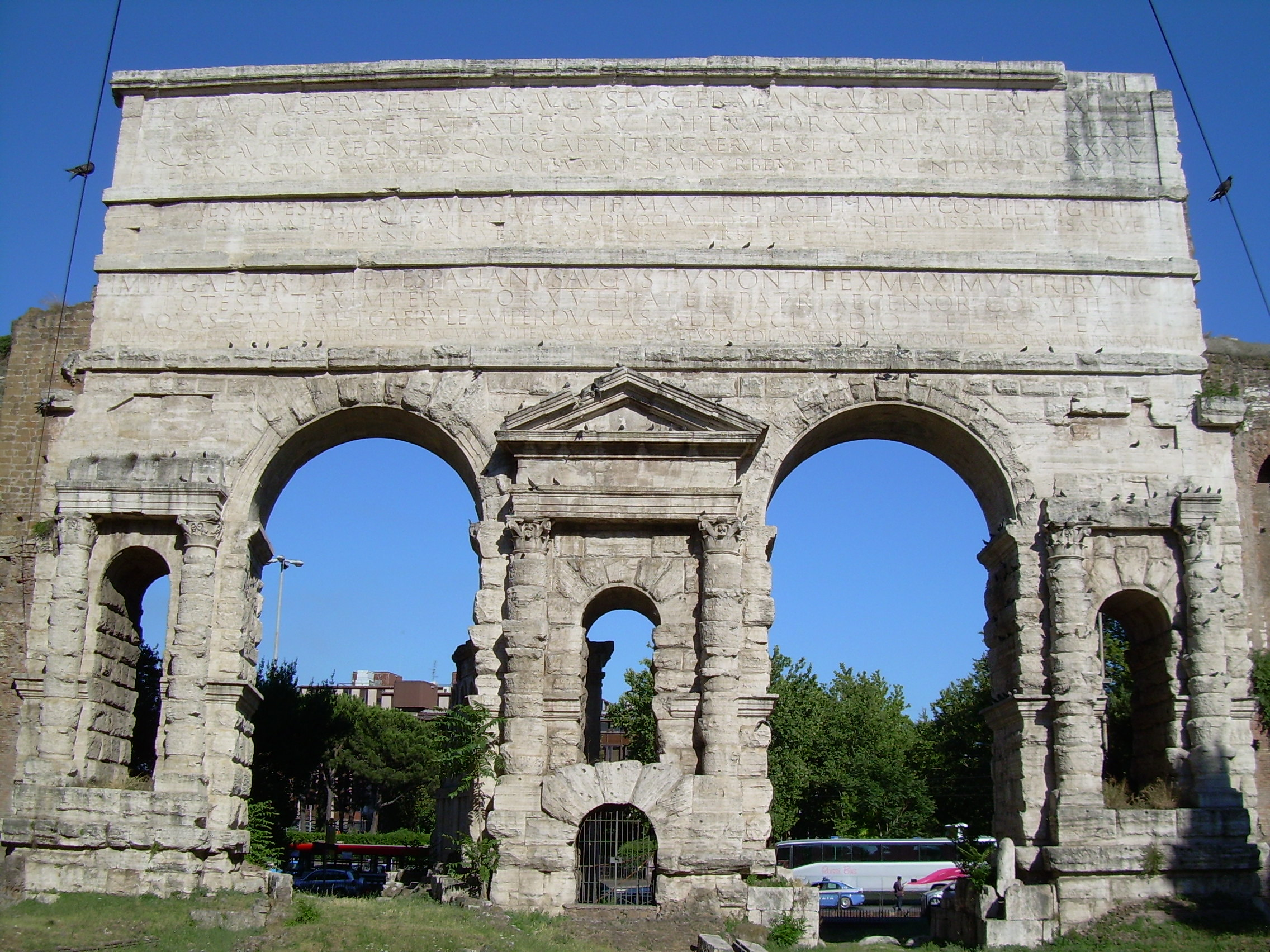

Двоаркова брама спочатку була частиною акведуків Аква-Клавдія та Аніо-Новус, побудованих імператором Клавдієм над Пренестійською та Лабіканською дорогами.
У 52 році частину акведука перебудовано у браму. При будівництві муру Авреліана, в III столітті, брама була в неї вбудована. Спочатку брама носила назву дороги Віа Пренесте, через яку вона проходила — Porta Praenestina. У Середньовіччі брама зберегли свою назву, і також отримали ще назву Maior, що вказувало прочанам на розташовану неподалік Базиліки Санта-Марія-Маджоре. 